# Myroslawa Sopilka

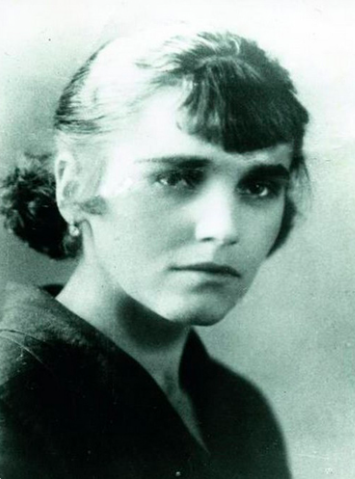
Myroslawa Sopilka, 1925

Myroslawa Sopilka  (ukrainisch Мирослава Сопілка; * 29. August 1897 in Wynnyky, Galizien; † 28. November 1937 in Kiew, Ukrainische Sozialistische Sowjetrepublik) war eine ukrainische Dichterin und Schriftstellerin, Vertreterin der Hingerichteten Wiedergeburt.

## Leben und Werk

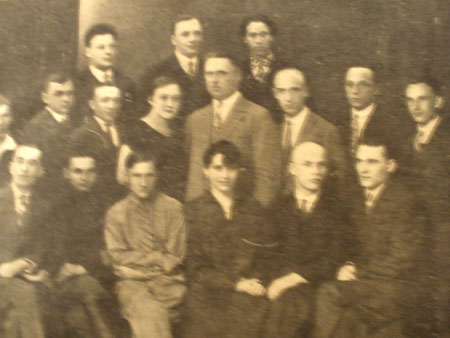
Mitglieder der literarischen Vereinigung Gorno (1929–1932)

Sopilka wurde als Julija Semeniwna Mysko-Pastuschenko als eine Tochter von fünf Kindern in einer armen Bauernfamilie geboren. Sie besuchte die Wynnyky-Grundschule in polnischer Unterrichtssprache. Danach arbeitete sie ab ihrem zwölften Lebensjahr als Tagelöhnerin in der Landwirtschaft und, nach den revolutionären Ereignissen von 1917 als Hutmacherin. In den 1920er Jahren war sie einige Zeit als Schreibmaschinengehilfin in einer der Lemberger Druckereien tätig und später auch als Sortiererin in einer Tabakfabrik in Wynnyky. Ihre Arbeiten wurden erstmals 1928 in der Zeitschrift Vikna  und verschiedenen anderen Zeitungen unter ihrem Pseudonym Myroslawa Sopilka veröffentlicht.
Sie war 1929 einer der Mitbegründer von Gorno, einer literarischen Vereinigung westukrainischer Schriftsteller, die sich dem Marxismus zuwandten und dem ukrainischen Sowjetstaat im Osten äußerst positiv gegenüberstanden. Zu den Gründern gehörten die Schriftsteller wie Wassyl Bobynskyj, Myroslaw Irtschan, Antonina Matuliwna, Jaroslaw Halan, Andrij Woloschtschak, Stepan Tudor und andere. Es gibt Hinweise darauf, dass Sopilka in den 1920er Jahren Verbindungen zum revolutionären Untergrund der Westukraine hatte und mit Mitgliedern der KPdSU befreundet war. Sie wurde zweimal verhaftet, weil sie an illegalen Versammlungen revolutionärer Eisenbahner teilgenommen hatte, denen ihr Ehemann, der Dichter Mychajlo Pastuschenko, angehörte. Aufgrund der Verfolgung durch die polnischen Behörden wurde die literarische Vereinigung im Herbst 1932 aufgelöst.
In der zweiten Hälfte der 1920er Jahre beteiligte sich Sopilka  aktiv an der Organisation von Demonstrationen, Streiks und Arbeiterversammlungen, half bei der Arbeit von Komsomol und Organisationen der Kommunistischen Partei in Wynnyky. Mehr als einmal fanden in ihrer Wohnung illegale Sitzungen der Bezirkskomitees der Kommunistischen Partei der Westukraine (KPZU) und des Kommunistischen Jugendverbandes der Westukraine (KSMZU) statt. Die Dichterin las ihre Gedichte oft bei den Treffen vor.
In den Jahren von 1928 bis 1930 befand sich Sopilka in besonders schwierigen finanziellen Verhältnissen. Ihr Mann blieb arbeitslos und sie war gezwungen, ihre Familie allein zu ernähren. Sie wurde zwischen 1929 und 1930 zweimal verhaftet. Ohne direkte Beweise musste die Polizei sie jedoch nach zwei Wochen Haft aus dem Gefängnis entlassen.
1930 zog sie mit ihrer Familie nach Kamjanez-Podilskyj, wo sie bis April 1932 im Archiv des Kamjanez-Podilskyj-Museums arbeitete. 1932 zog sie mit ihrer Familie zunächst nach Charkiw,  lebte dann in Mohyliw-Podilskyj und zog später nach Irpin, wo sie zwei Wochen vor ihrem vierzigsten Geburtstag verhaftet wurde. Zu dieser Zeit gehörte Sopilka der literarischen Organisation Westukraine an, veröffentlichte eine Gedichtsammlung und ein Prosabuch.
Am 30. September 1937 wurde ihr Ehemann Mychajlo Pastuschenko verhaftet und der Spionage für den polnischen Geheimdienst beschuldigt. Dies wurde auch Sopilka vorgeworfen. Die Ermittler interessierte vor allem ihre Beziehung zu Irtschan und Bobynskyj.
Während der Ermittlungen und der Folter während der Verhöre wiesen sie und ihr Ehemann alle Anschuldigungen der Untersuchung zurück. Eine Sondersitzung des NKWD der UdSSR verurteilte sie am 22. November 1937 zur Erschießung. Das Urteil wurde am 28. November 1937 in Kiew vollstreckt.
Höchstwahrscheinlich wurde ihr Leichnam auf dem Lukjaniwska-Friedhof beigesetzt. Über ihr Schicksal war lange Zeit nichts bekannt, offiziell wurde angenommen, dass sie am 18. November 1942 im Exil starb.
Auf Ersuchen des Präsidiums des Schriftstellerverbandes der Ukraine, insbesondere von Oles Hontschar und Jurij Smolytsch, wurde Ende der 1950er Jahre der Ermittlungsfall von Myroslawa Sopilka überprüft. Die Dichterin wurde postum rehabilitiert.
Eine Straße in der Stadt Wynnyky ist nach Myroslawa Sopilka benannt.